# La Flèche Wallonne 2021
Der Flèche Wallonne 2021 war die 85. Austragung des belgischen Eintagsrennens. Das Rennen fand am 21. April statt und war Teil der UCI WorldTour 2021.

## Teilnehmende Mannschaften und Fahrer
Neben 18 UCI WorldTeams standen 6 UCI ProTeams am Start. Für jedes Team starteten, sieben Fahrer. Von den 168 Fahrern erreichten 139 Fahrer das Ziel. Aufgrund von COVID-19-Fällen musste das UAE Team Emirates mit dem Titelverteidiger Marc Hirschi und dem amtierenden Tour-de-France-Sieger Tadej Pogačar auf den Start verzichten.
Mit Julian Alaphilippe (Deceuninck-Quick-Step), Alejandro Valverde (Movistar) und Philippe Gilbert (Lotto-Soudal) standen drei ehemalige Gewinner des Rennens am Start.
Als Favoriten galten der Weltmeister Julian Alaphilippe (Deceuninck-Quick-Step), Alejandro Valverde (Movistar), Primož Roglič (Jumbo-Visma), Jakob Fuglsang (Astana-Premier Tech), Michael Woods (Israel Start-Up Nation) Benoît Cosnefroy (AG2R Citroën), Thomas Pidcock (Ineos-Grenadiers), Maximilian Schachmann (Bora-Hansgrohe), Dylan Theuns (Bahrain-Victorious) und Tim Wellens (Lotto-Soudal).
Als weitere Siegfahrer galten Warren Barguil (Arkéa-Samsic), Sergio Higuita (EF Edukation-Nippo), Michał Kwiatkowski, Richard Carapaz, Adam Yates (alle Ineos-Grenadiers) Bauke Mollema (Trek-Segafredo) und David Gaudu (Groupama-FDJ).

## Streckenführung
Die Strecke führte über 193,6 km von Charleroi über die Ardennen nach Huy. Nach den ersten fünf Anstiegen erreichten die Fahrer nach 122,2 gefahrenen Kilometern einen Rundkurs, der zweimal befahren wurde. Das Ziel befand sich am Ende der Mur de Huy, einem 1,3 Kilometer langen Anstieg mit einer maximalen Steigung von 19 %.
| #  |                            | km    | Länge | Ø Steigung |
| -- | -------------------------- | ----- | ----- | ---------- |
| 1  | Côte d'Yvoir               | 51,5  | 2,1   | 6 %        |
| 2  | Côte de Thon               | 85,7  | 1,2   | 6,9 %      |
| 3  | Côte de Groynne            | 94,9  | 2,1   | 5 %        |
| 4  | Côte de Haut-Bois          | 100,4 | 1,2   | 7,9 %      |
| 5  | Côte de Gives              | 114,7 | 1,4   | 7,7 %      |
|    | Rundkurs                   |       |       |            |
| 6  | Mur de Huy                 | 130   | 1,3   | 10,2 %     |
| 7  | Côte d’Ereffe              | 142,7 | 2,2   | 5,6 %      |
| 8  | Côte du chemin des Gueuses | 152,2 | 1,9   | 6,5 %      |
| 9  | Mur de Huy                 | 161,8 | 1,3   | 10,2 %     |
| 10 | Côte d’Ereffe              | 174,4 | 2,2   | 5,6 %      |
| 11 | Côte du chemin des Gueuses | 183,9 | 1,9   | 6,5 %      |
| 12 | Mur de Huy                 | 193,6 | 1,3   | 10,2 %     |

## Rennverlauf
Zu Beginn des Rennens setzten sich acht Fahrer vom Hauptfeld ab. Nach der ersten Befahrung der Mur de Huy, 63,3 Kilometer vor dem Ziel betrug der Vorsprung der Fluchtgruppe zweieinhalb Minuten.
Bei der zweiten Befahrung der Mur de Huy erhöhte Maurits Lammertink (Intermaché-Wanty-Gobert Matériaux) in der Ausreißergruppe das Tempo und nur vier Fahrer konnten ihm folgen. Im Peloton versuchten sich ebenfalls einzelne Fahrer abzusetzen, was ihnen jedoch nicht gelang. 30 Kilometer vor dem Ziel betrug der Vorsprung der Ausreißergruppe eineinhalb Minuten.
28 Kilometer vor dem Ziel war Thomas Pidcock (Ineos Grenadiers) in einen Sturz verwickelt. Der Brite konnte jedoch noch vor dem nächsten Anstieg, der Côte d`Ereffe, wieder in zu dem Hauptfeld aufschließen. Auf dem vorletzten Anstieg, der Côte du chemin des Gueuses, forcierte Maurits Lammertink das Tempo erneut und löste sich von seinen Fluchtgefährten. Im Hauptfeld griff Tim Wellens (Lotto Soudal) an, konnte sich aber nicht entscheidend absetzten. Maurits Lammertink überquerte die Côte du chemin des Gueuses als erster mit einem Vorsprung von wenigen Sekunden.
Nach einer schnellen Abfahrt formierten sich die Teams im Hauptfeld und holten den Ausreißer am Fuße der Mur de Huy ein. Im Anstieg diktierte zunächst Michał Kwiatkowski (Ineos Grenadiers) das Tempo, ehe Primož Roglič (Jumbo-Visma) in der steilsten Passage rund 300 Meter vor dem Ziel angriff. Julian Alaphilippe (Deceuninck-Quick-Step) und Alejandro Valverde (Movistar) folgten dem Slowenen, der bereits eine kleine Lücke herausgefahren hatte. 200 Meter vor dem Ziel löste sich Julian Alaphilippe von Alejandro Valverde und schloss zu Primož Roglič auf. Julian Alaphilippe eröffnete den Sprint und gewann zum dritten Mal den Flèche Wallonne.

## Rennergebnis
| Platz | Fahrer                | Nation | Team                   | Zeit                   |
| ----- | --------------------- | ------ | ---------------------- | ---------------------- |
| 01.   | Julian Alaphilippe    | FRA    | Deceuninck-Quick Step  | 4:36:25 h (42,02 km/h) |
| 02.   | Primož Roglič         | SLO    | Jumbo-Visma            | "                      |
| 03.   | Alejandro Valverde    | ESP    | Movistar Team          | + 0:06 min             |
| 04.   | Michael Woods         | CAN    | Israel Start-Up Nation | + 0:08 min             |
| 05.   | Warren Barguil        | FRA    | Team Arkéa-Samsic      | + 0:11 min             |
| 06.   | Thomas Pidcock        | GBR    | Ineos Grenadiers       | "                      |
| 07.   | David Gaudu           | FRA    | Groupama-FDJ           | "                      |
| 08.   | Esteban Chaves        | COL    | Team BikeExchange      | "                      |
| 09.   | Richard Carapaz       | ECU    | Ineos Grenadiers       | "                      |
| 10.   | Maximilian Schachmann | GER    | Bora-Hansgrohe         | + 0:16 min             |